# Arnaldo di Ribagorza
Arnaldo di Ribagorza (Arnaldo in spagnolo, Arnau, in  catalano e Arnaud in francese; circa alla metà del secolo X – 990) fu Conte di Ribagorza dal 979 alla sua morte.

## Origine
Secondo il Codice di Roda, Arnaldo era il figlio maschio secondogenito del Conte di Ribagorza, Raimondo II e della moglie Garsenda di Fézensac, che, ancora secondo il Codice di Roda era figlia di Guglielmo Garces (ca. 895- ca. 960), primo conte d'Armagnac e di Fézensac, che, secondo la Genealogia Comitum Guasconiæ, era figlio del duca di Guascogna, Garcia II Sanchez; anche il capitolo n° XXXVI del libro XLVI della España sagrada. 46, De las santas iglesias de Lérida, Roda y Barbastro conferma che era figlio di Raimondo II Garsenda, precisando che proveniva dalla Gallia (Garsendi nomine de galiis).

Sempre secondo il Codice di Roda, Raimondo II di Ribagorza, era il figlio primogenito del Conte di Ribagorza, Bernardo I e di Toda Galíndez d'Aragona, che ancora secondo il Codice di Roda, era figlia del terzo conte d'Aragona, Galindo III e di Arcibella di Guascogna, figlia di Garcia I di Guascogna e di Aimena di Perigord.

## Biografia
Dopo il 960, suo padre, Raimondo II non viene più citato in alcun documento, e, nel 964, nel documento n° 194 del Catalunya Carolíngia, vol. II: Els diplomes carolingis a Catalunya, inerente ad una donazione (non consultato), Raimondo non viene citato, ma vengono citati, suo fratello, Unifedo, col titolo di conte, gli altri figli e la moglie (Hunifredus chomes et fratres mei et mater mea), per cui si presume che Raimondo sia morto tra il 960 ed il 964.

Unifredo (Unifredus comes filius Ragimundi) gli succedette, precisando che fu conte al tempo di Lotario II di Lotaringia (temporibus Lotarii), come ci viene confermato dal Numero XXI della Apendice, Clase Primera, El antiguo obispado de Pallas en Cataluña.

Al momento della successione vi fu un tentativo di rivolta, che fu soffocato e i rivoltosi furono puniti con la confisca di tutti i loro beni.
Suo fratello, Unifredo governò la contea unitamente ad Arnaldo e all'altro fratello, Isarno, sui quali, con l'appoggio della madre, Garsenda, aveva la preminenza.
Arnaldo, tra il 966 ed il 975 lo troviamo citato in tre documenti del Catalunya Carolíngia, vol. II: Els diplomes carolingis a Catalunya (non consultato):
- il n° 195, datato 966 (Arnaldus...comis et marchio)
- il n° 209, datato 970 (domnus Unifredus comite et fratres eius Arnaldo et Isarno)
- il n° 235, datato 975 (Hunifredus comis et matrem suam Arsindis chomitissa et filia mea Tota et nuru sua Sancia...et fratres mei...Arnallus et Isarnus sive episcopus Hodisindus cuius diocescum est Ripacorcense)

Non si conosce la data esatta della morte di suo fratello, Unifredo, che si presume tra il 979 ed il 980 e, secondo il capitolo n° XXXVI del libro XLVI della España sagrada. 46, De las santas iglesias de Lérida, Roda y Barbastro fu tumulato nel monastero di Santa Maria d'Alaó a Sopeira.

Arnaldo succedette a Unifredo, come conferma il Numero XXI (Post hos Comites fuerunt in supradictis locis, Arnaldus, Vuillelmus, Isarnus) della Apendice, Clase Primera, El antiguo obispado de Pallas en Cataluña.
Di Arnaldo, oltre al fatto di essere succeduto ad Unifredo, non si hanno altre notizie.
Arnaldo morì verso il 990, in quanto nel dicembre di quell'anno, la madre, Garsenda di Fézensac, il fratello, il conte Isarno, e la sorella, Tota (Garsinnis chometissa et...Isarnus...comes sive germana mea Tota), fecero una donazione, senza che Arnaldo fosse citato, come da documento n° 289 del Catalunya Carolíngia, vol. II: Els diplomes carolingis a Catalunya (non consultato).

Gli succedette il fratello, Isarno.

## Discendenza
Di Arnaldo non si conosce il nome di una eventuale moglie e di lui non si hanno notizie di una eventuale discendenza:

### Fonti primarie
- (LA)  (ES)  #ES Textos-navarros-codice-roda.pd.
- (LA)  #ES El antiguo obispado de Pallas en Cataluña, Apendice, Clase Primera.
- (LA)  España sagrada. 46, De las santas iglesias de Lérida, Roda y Barbastro.
- (LA)  Rerum Gallicarum et Francicarum Scriptires, tomus XII.

### Letteratura storiografica
- (EN) The Development of Southern French and Catalan Society, 718-1050, su libro.uca.edu.